# Naast
Naast (en való Nåsse) és un nucli del municipi de Soignies a la província d'Hainaut de Bèlgica, al qual es troba la font del riu Zenne. El 2006, tenia 2727 habitants.

## Història
El topònim provindria d'un mot gal·loromà Naxania que voldria dir aigües vives. Hom va trobar moltes traces dels temps romans: urnes, teules, monedes…. El primer esment escrit Nasta, data del 1119. A l'edat mitjana era una senyoria independent fins al 1339 quan va integrar-se al comtat d'Hainaut i esdevenir propietat de la família poderosa d'Arenberg. Fins a la fusió amb Soignies el 1977 era un municipi independent.